# Komuna e Shkrelit
Komuna e Shkrelit är en kommun i Albanien.   Den ligger i prefekturen Qarku i Shkodrës, i den norra delen av landet, 110 km norr om huvudstaden Tirana.
Trakten runt Komuna e Shkrelit består i huvudsak av gräsmarker.  Runt Komuna e Shkrelit är det ganska tätbefolkat, med 96 invånare per kvadratkilometer.